# Yphthimoides inocellata
Yphthimoides inocellata är en fjärilsart som beskrevs av Köhler 1935. Yphthimoides inocellata ingår i släktet Yphthimoides och familjen praktfjärilar. Inga underarter finns listade i Catalogue of Life.